# USS Marmora (1862)
Pour les autres navires du même nom, voir USS Marmora.
L'USS Marmora était un navire à vapeur à roue arrière qui a servi dans la marine de l'Union (Union Navy) de 1862 à 1865, pendant la guerre de Sécession. Il a été construit en 1862 à Monongahela, en Pennsylvanie, en tant que navire civil. Il a été acheté pour le service militaire le 17 septembre et converti en navire de guerre à revêtement en tôle. Mis en service le 21 octobre, le navire a servi sur la rivière Yazoo à partir du mois suivant. Il rencontra des mines navales confédérées sur le Yazoo le 11 décembre, et était présent le jour suivant lorsque le navire cuirassé USS Cairo fut coulé par deux mines. Après avoir servi sur le Yazoo pendant la bataille de Chickasaw Bayou fin décembre, le Marmora est affecté en janvier 1863 à une Flotte qui se prépare à opérer contre le fort confédéré Hindman, mais il n'est pas présent lorsque le fort se rend le 11 janvier.
De février à avril, le Marmora participe à l'expédition de Yazoo Pass et, en juin, brûle les colonies d'Eunice et de Gaines Landing, dans l'Arkansas, après que des navires de l'Union ont essuyé des tirs de troupes confédérées. En août, le fer-blanc participe à quelques activités sur les rivières White et Little Red alors que la campagne de Little Rock commence, et patrouille sur le Mississippi à la fin de l'année. En février 1864, il participa à un autre mouvement sur la rivière Yazoo et prit part à la bataille de Yazoo City le 5 mars. Continuant à servir sur le Mississippi, le Marmora est déclaré excédentaire en mai 1865 et est mis en réserve à Mound City, dans l'Illinois, le mois suivant. Le 7 juillet, il est déclassé et vendu aux enchères publiques le 17 août. On ne sait rien de plus sur le Marmora après sa vente.

## Construction et caractéristiques
Le Marmora a été construit en 1862 à Monongahela, en Pennsylvanie, sur le chantier naval de William Latta. Il a été construit pour le capitaine James McDonald, qui avait déjà exploité un autre navire portant le même nom. Il était également connu sous le nom de Marmora No. 2, et son nom provient de l'île de Marmara.
Il avait un tonnage de 207 tonnes, mesurait 47 m de long, avait un tirant d'eau de 1,37 m lorsqu'il était " profondément chargé ", et avait une largeur (maître-bau) de 10,19 m. Vapeur à roue arrière (sternwheel steamer), sa roue à aubes mesurait 6,1 m de diamètre, avec des palettes de 7,3 m de long. La propulsion était assurée par deux machines à vapeur, dont les cylindres avaient un diamètre de 38,7 cm et une course de 1,68 m. La vapeur était fournie par deux chaudières Watson et Monroe. Chaque chaudière avait trois conduits de 20 cm et trois conduits de 28 cm. Le Marmora avait une vitesse de pointe de 6,9 nœuds (12,8 km/h), bien que cette vitesse était réduite à 6 nœuds (11 km/h) lorsqu'il remontait le courant.
McDonald utilise le Marmora à plusieurs reprises, notamment pour transporter des troupes de l'armée de l'Union (Union Army) sur la rivière Kanawha en août. À cette époque, il est également utilisé pour le transport de passagers et de marchandises entre Pittsburgh, en Pennsylvanie, et Cincinnati, dans l'Ohio. La guerre de Sécession étant en cours, l'Union Navy cherche à augmenter le nombre de ses navires et achète le Marmora pour un usage militaire le 17 septembre, au prix de 21 000 dollars (équivalent à 615 580 dollars en 2022) à C. Brennan, William Nelson et James McDonnell. Le vapeur est converti en navire de guerre à coque en tôle (tinclad).Pour les conversions en fer-blanc (tinclad) en général, il s'agissait d'armer le navire, d'installer une casemate en bois recouverte au moins partiellement d'un mince blindage en fer, de remplacer la timonerie par une nouvelle timonerie blindée, de renforcer les ponts et les poutres internes et, de manière générale, d'enlever le texas. Les navires de guerre en fer-blanc étaient utilisés pour patrouiller les rivières, protéger et escorter d'autres navires, et parfois servir de soutien naval pour des actions militaires.
Le Marmora reçoit le numéro d'identification 2; ces numéros sont peints sur les timoneries des tinclads à partir de juin 1863; il est mis en service dans la marine de l'Union le 21 octobre 1862, à Carondelet, Saint-Louis. Au cours de son service militaire, son armement varie. Au départ, il est armé de deux canons rayés de 12 livres et de deux canons de 24 livres. En juin 1864, quatre canons de 24 livres sont ajoutés à son armement, qui se compose de huit canons de 24 livres au mois de décembre suivant. Au 31 mars 1865, il était armé de deux canons de 12 livres et de six canons de 14 livres. Avec l'USS Signal, le Marmora fut l'un des premiers tinclads de la marine de l'Union à avoir été transformé à cet effet.

## Histoire du service

### Campagne de Vicksburg
Le Marmora quitte Carondelet pour Cairo (Illinois) le 22 octobre 1862, sous le commandement du lieutenant volontaire par intérim Robert Getty. En novembre, les généraux de l'armée de l'Union Ulysses S. Grant et William T. Sherman, ainsi que le contre-amiral (rear admiral) par intérim David Dixon Porter, décident que la marine de l'Union opérera contre les forces confédérées le long de la rivière Yazoo, en conjonction avec la campagne de Vicksburg. Le commandement de Porter est connu sous le nom de Mississippi Squadron (Escadron du Mississippi). Le 21 novembre, le capitaine de vaisseau (Captain) Henry A. Walke reçut l'ordre de se déplacer avec une force navale depuis Helena,dans l'Arkansas, jusqu'à l'embouchure du Yazoo. Le Marmora se trouvait au Cairo à ce moment-là et reçut l'ordre de rejoindre Walke. Le navire atteint Helena le 24 novembre et part pour l'embouchure du Yazoo le lendemain avec le Signal et le cuirassé (ironclad) USS Carondelet ; les trois navires sont rejoints par le cuirassé (timberclad) USS Lexington le 26 novembre. La descente du Mississippi ne se fait que de jour en raison du faible niveau de l'eau.
Au cours du mouvement, le Marmora a connu son premier combat, détruisant plusieurs barges au Lake Providence en Louisiane, puis détruisant un bateau à fond plat et capturant deux skiffs.Le 28 novembre, la flottille de Walke atteignit Milliken's Bend, où il envoya une partie de l'équipage du Marmora sur un remorqueur, l'USS Laurel, en mission de reconnaissance. Le groupe d'éclaireurs est pris pour cible par des guérilleros confédérés sur le rivage, et l'enseigne de vaisseau H. H. Walker du Marmora est blessé. Le lendemain, les navires de Walke atteignent l'embouchure du Yazoo, et le Marmora et le Signal sont envoyés en éclaireur sur la rivière, accompagnés de 20 hommes et d'un artilleur du Carondelet, car le niveau de la rivière est trop bas pour que les plus gros navires puissent y naviguer. La force d'éclaireurs remonte la rivière vers 10 heures du matin, et vers midi, rencontre la cavalerie confédérée et un poste de piquet. La cavalerie confédérée s'enfuit après avoir tiré sur les navires et le Marmora détruit le poste de piquet à coups de canon. Une escarmouche mineure se produit avec les forces confédérées à 34 km de l'embouchure du Yazoo sur un site du ferry, mais les navires poursuivent leur route sur environ 2,4 km supplémentaires, jusqu'à ce qu'ils aperçoivent les fortifications confédérées sur Drumgould's Bluff. Les navires prennent soin d'éviter tout combat avec les batteries confédérées, et retournent à la force principale de Walke aux alentours de 16h00.

### Naufrage de l'USS Cairo

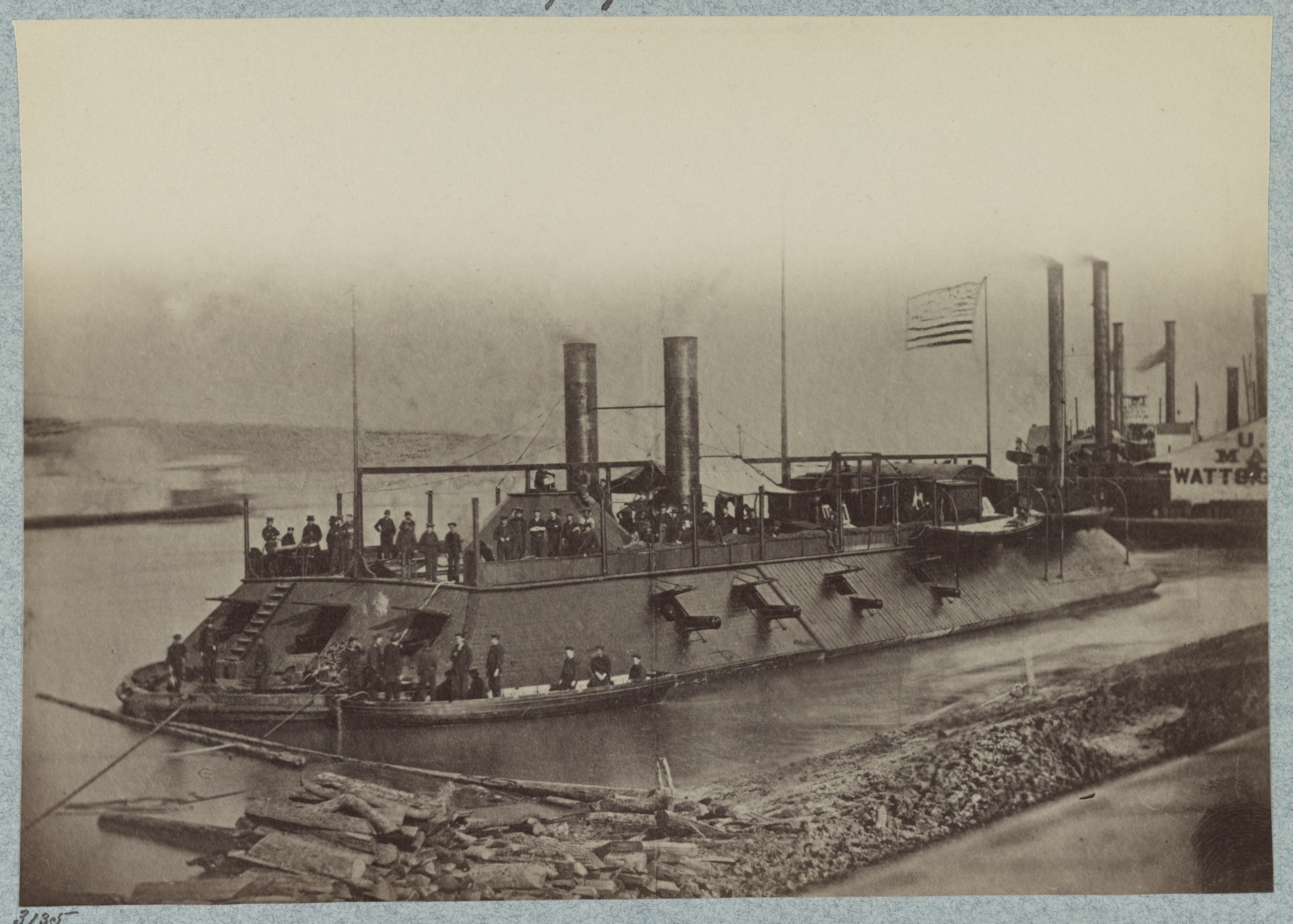
. Le Marmora était présent lorsque le Cairo a coulé le 12 décembre 1862.

Plusieurs navires béliers de l'Union Navy arrivent à l'embouchure du Yazoo début décembre 1862, dont l'USS Queen of the West. Le Marmora aide à renflouer le Queen of the West après que ce dernier s'est échoué le 5 décembre. Le Marmora fait plusieurs voyages dans le Yazoo pour effectuer des sondages de profondeur. Le 11 décembre, le Marmora et le Signal sont renvoyés sur la Yazoo pour repérer les fortifications confédérées en amont, Walke ayant été informé par un esclave en fuite que les Confédérés érigeaient une barricade devant les batteries, et voulant vérifier cette information. Alors qu'ils sont en vue des fortifications confédérées, les deux navires remarquent des mines navales flottant sur le fleuve. L'un des hommes à bord du Marmora tire sur l'une d'elles avec un mousquet, ce qui provoque une explosion qui secoue tout le navire, bien qu'il se trouve à au moins 15 mètres de la mine. En retournant vers Walke, le Marmora et le Signal essuient des tirs de troupes confédérées sur la berge. Getty informe Walke que le Marmora et le Signal pourraient déminer le fleuve s'ils étaient accompagnés de navires plus importants capables de fournir un tir de couverture contre les troupes confédérées présentes sur les berges; le niveau d'eau du Yazoo a suffisamment augmenté pour accueillir des navires plus importants.
Le lendemain, le Marmora, rejoint par le Signal, le Queen of the West et les cuirassés USS Cairo et USS Pittsburgh, remonte la Yazoo pour enlever les mines. Le Marmora et le Signal sont chargés de détruire les mines, les commandants de tous les navires ayant pour instruction d'éviter d'approcher leurs navires des mines. L'expédition entre dans la Yazoo vers 8 heures du matin, et à 10 heures ou 11 heures, elle rencontre un esquif dans lequel se trouvent un Afro-Américain et un surveillant de plantation blanc. Ce dernier admet connaître l'emplacement des mines et est arrêté. Les navires poursuivent leur route jusqu'à l'emplacement des mines. Les passagers du Cairo entendent des hommes du Marmora tirer sur des objets dans le fleuve et poursuivent leur route en pensant que le tinclad est attaqué. Le Cairo et le Marmora mettent à l'eau de petites embarcations pour examiner les mines, qui sont reliées au rivage par des câbles. Le Cairo et le Marmora commencent à manœuvrer après avoir mis les embarcations à l'eau, et les batteries confédérées de Drumgould's Bluff tirent sur les navires à longue distance. Le Cairo heurte alors deux mines et coule rapidement. Aucun des membres de l'équipage du Cairo n'est tué et ils sont récupérés par les autres navires de l'Union.

### Chickasaw Bluff et Fort Hindman

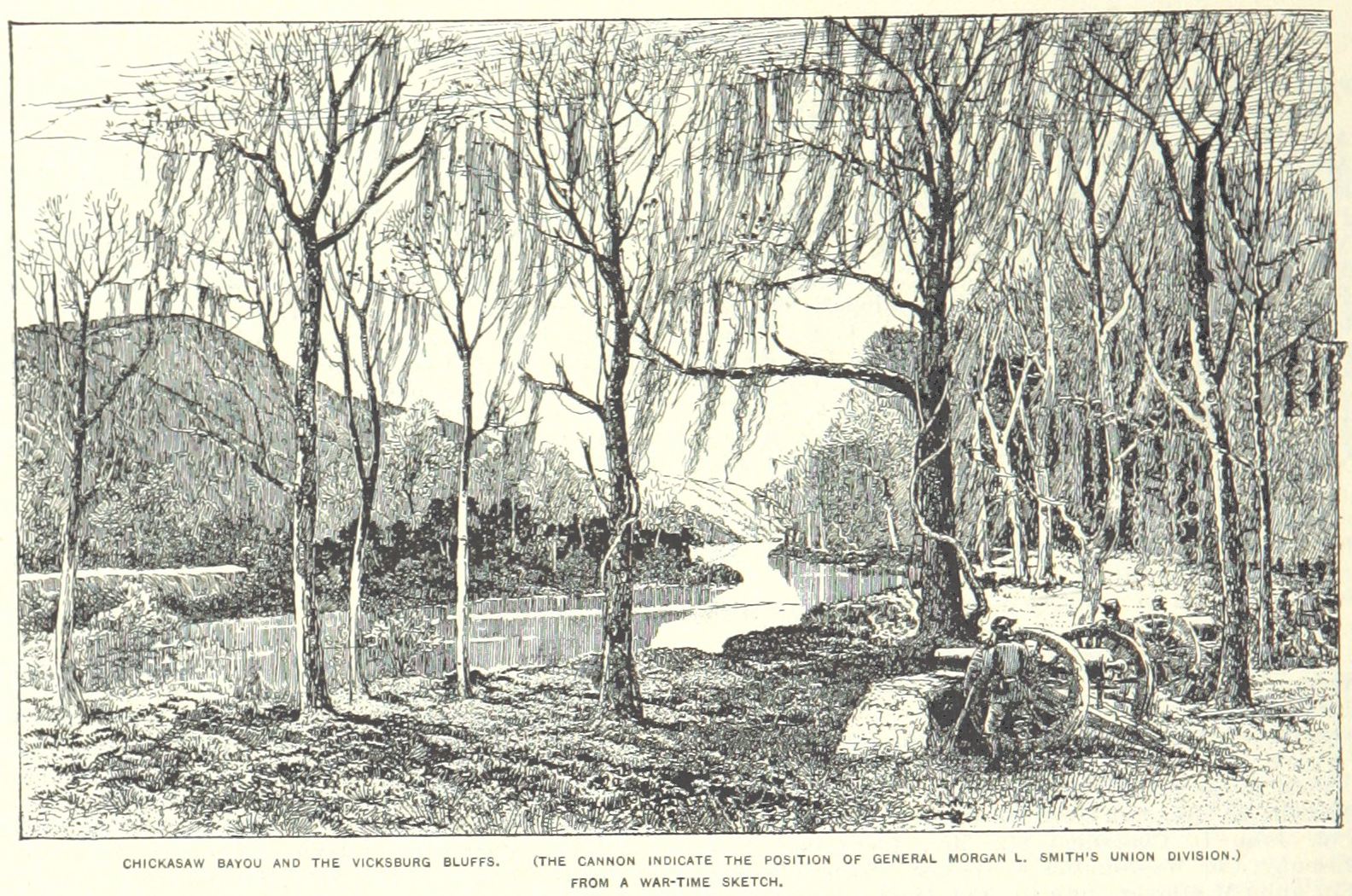
Vue des positions confédérées à Chickasaw Bayou

Les navires de l'Union qui ont survécu rejoignent la force principale de Walke et, à leur retour, le commandant du Cairo reçoit l'ordre d'embarquer son équipage sur le Marmora et de lui faire remonter le Mississippi jusqu'à Cairo, où il doit faire son rapport à Porter. Le Marmora rencontre Porter et la canonnière USS Black Hawk le 17 décembre alors qu'il remonte le fleuve. Porter décide de ne pas ouvrir de cour d'enquête contre le commandant du Cairo et ordonne que le déminage soit achevé. Les hommes d'équipage du Cairo sont débarqués au Cairo le 18 décembre. Le Marmora aide ensuite d'autres navires de l'Union à déminer le fleuve. Les navires ont également sondé le long du Yazoo pour soutenir les mouvements de l'armée de l'Union dans la région. Le 27 décembre, Sherman débarqua des troupes devant Chickasaw Bluff, tandis que le Marmora rejoignait six autres navires pour avancer en amont du fleuve contre Drumgould's Bluff. Les navires doivent couvrir le flanc gauche de Sherman et détourner l'attention des Confédérés de l'assaut principal de l'Union. La flottille combat les batteries confédérées, mais le Marmora reste à l'arrière et n'est pas touché par les tirs. Bien que le Marmora se joigne aux tirs, ses tirs, comme ceux des autres navires, n'accomplissent pas grand-chose.
Le lendemain matin, le Marmora et la canonnière USS Forest Rose remontent la Old River en direction de False River et bombardent les rives. Le Forest Rose s'échoua, mais le Marmora le libéra et les deux navires rejoignirent le reste de la flotte de l'Union en début d'après-midi. Le 29 décembre, les canonnières de Porter fournirent un feu de soutien, mais les hommes de Sherman furent repoussés lors de la bataille de Chickasaw Bayou. Le Marmora passa une partie de cette journée dans une autre expédition dans la Old River, cette fois-ci accompagnée du navire de guerre (tinclad) USS Romeo. Les hommes de Sherman se retirèrent après le repoussement. Après la défaite de Chickasaw Bayou, les dirigeants de l'Union utilisèrent la capture d'un transport de l'Union, le Blue Wing, pour justifier une attaque contre une position confédérée à Fort Hindman dans l'Arkansas. Le Marmora fit partie de la flotte de l'Union qui participa à la campagne de janvier 1863. Le 4 janvier, Porter réorganisa ses forces et le Marmora fut affecté à une division dirigée par le lieutenant-commandant (Lieutenant Commander) Watson Smith. Le même jour, les navires de Porter entament le mouvement vers le fort Hindman. Trois jours plus tard, un plan d'activité navale contre le fort est élaboré. Le Marmora doit remonter la rivière avec plusieurs autres navires, mais il passe la journée à remorquer le Carondelet, qui manque de charbon, jusqu'à Helena, puis arrive au large de l'embouchure de la White River dans la soirée du 9 janvier, en remorquant deux barges de charbon. Le fort Hindman se rend le 11 janvier. Le 14 janvier, Porter ordonne au Marmora de rejoindre le reste de la flotte. Trois jours plus tard, il remonte la rivière Arkansas, atteint le site du fort confédéré et envoie une équipe à terre pour aider à le détruire.

### Opérations sur la rivière Yazoo et incendie d'Eunice

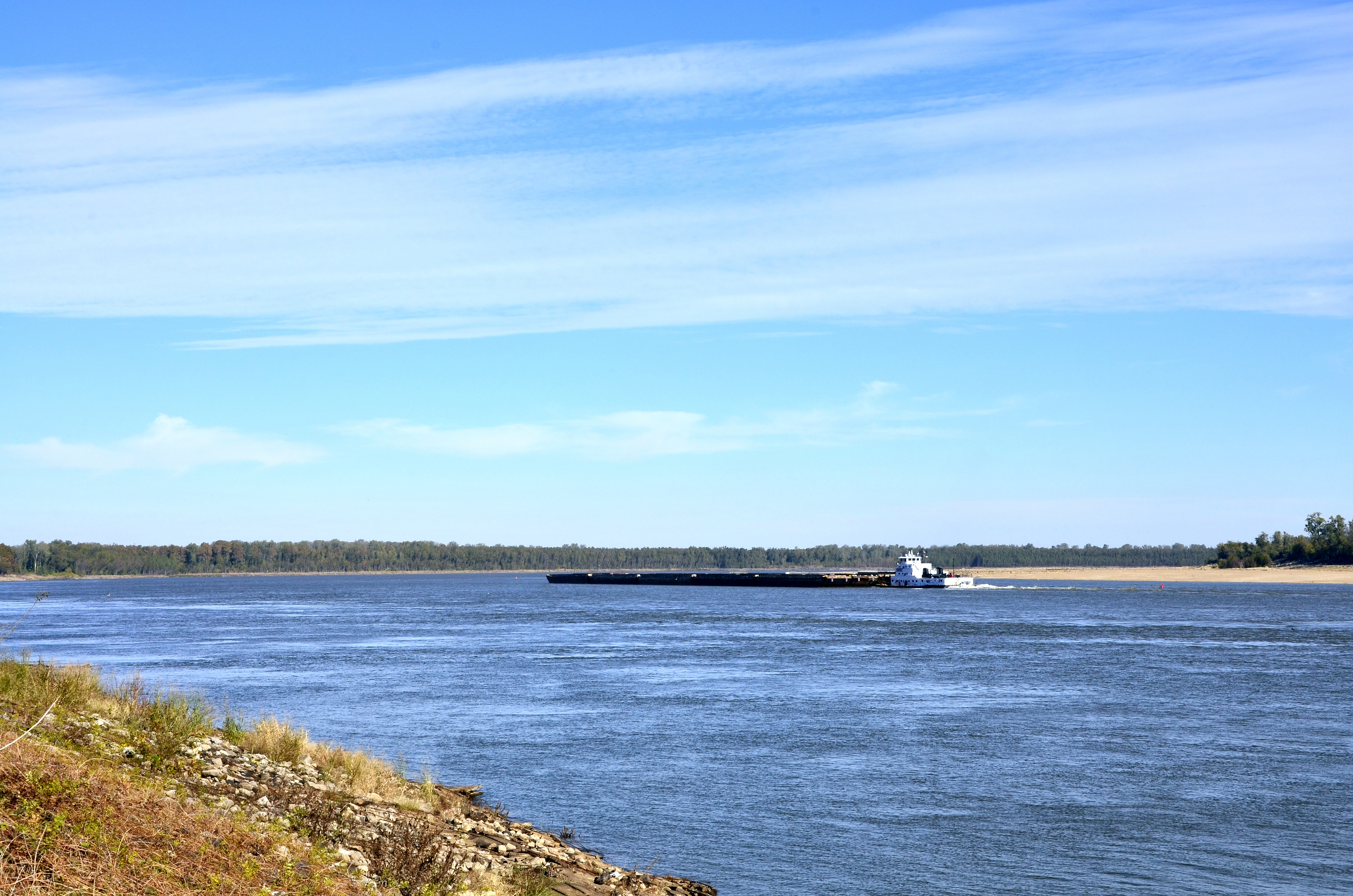
Vue moderne du fleuve Mississippi dans la région de l'ancien site d'Eunice, Arkansas

Au début de l'année 1863, Grant et Porter élaborent un plan connu sous le nom d'expédition de Yazoo Pass afin de contourner le bastion confédéré de Vicksburg en passant par les voies d'eau voisines. Smith est chargé de l'expédition. Le 13 février, Smith se rend compte que l'expédition va durer suffisamment longtemps pour qu'il n'y ait aucune chance d'être surpris, c'est pourquoi des navires supplémentaires, dont le Marmora, sont affectés à l'expédition. Le Marmora, avec sept autres navires de guerre et trois barges à charbon, entre dans le Moon Lake le 20 ou le 21 février, où il attend un certain nombre de transports transportant des troupes de l'armée de l'Union. L'expédition se poursuit par la passe de Yazoo elle-même le 26 février, atteignant Coldwater, Mississippi, deux jours plus tard; l'étroitesse du chenal obligeant les navires à avancer en file indienne, le Marmora et les autres tinclads affectés à l'expédition sont répartis dans la colonne, afin de mieux protéger les transports de troupes et d'accélérer le déplacement des barges de charbon. Le 8 mars, le Marmora, un remorqueur et un transport contenant le 29e régiment d'infanterie de l'Iowa (29th Iowa Infantry Regiment) sont laissés en arrière à un point de la Tallahatchie River pour surveiller deux barges de charbon. Le 13 mars, le Marmora est reparti vers le Mississippi pour se ravitailler. Ce jour-là, il rencontre un escadron de navires chargés de troupes pour l'expédition et l'escorte à travers Moon Lake jusqu'à la passe de Yazoo (Yazoo Pass) le lendemain. Le 14 mars, le Marmora est engagé dans une escarmouche mineure contre les forces terrestres confédérées. Deux jours plus tard, le tinclad conduit les navires à travers Yazoo Pass. Le 21 mars, le Marmora rejoint la force expéditionnaire principale sur la Tallahatchie, ainsi que les navires qu'il escorte. Le groupe combiné redescend la Tallahatchie en direction de Fort Pemberton, tenu par les Confédérés. Le 26 mars, le Marmora est libéré de l'expédition pour escorter un groupe de transports en amont du fleuve; il transporte également des dépêches.
Le Marmora arrive à Helena le 27 mars, ralenti par des problèmes de chaudière, avant de repartir pour l'expédition de Yazoo Pass le même jour, en compagnie d'une barge de charbon. Le 16 avril, une nouvelle escarmouche mineure a lieu entre le Marmora et les forces confédérées, mais le 17 avril, il quitte à nouveau l'expédition avec des dépêches et des réparations à effectuer. Il passe les mois suivants en patrouille et en ravitaillement et est signalé comme étant basé à l'embouchure du Yazoo à partir du 8 mai. Le 13 juin, des guérilleros confédérés tirent sur le Marmora près de la ville d'Eunice, dans l'Arkansas. Le lendemain, le vapeur Nebraska, un transport du United States Quartermaster Department, est la cible de tirs dans la même zone, ce qui provoque des représailles de la part du Marmora. Ce dernier navire tire alors sur la berge sur 3,6 km en amont et en aval d'Eunice, puis débarque des groupes armés qui brûlent toutes les structures à moins de 1,6 km d'Eunice, y compris un entrepôt et un dépôt ferroviaire. Eunice est complètement détruite pendant l'incendie, et la ville est remplacée par la communauté voisine d'Arkansas City après la guerre. Le 15 juin, le Marmora continue jusqu'à Gaines Landing, dans l'Arkansas, où il est à nouveau la cible de tirs. En réaction, une équipe de débarquement du navire a brûlé toutes les maisons de la colonie, sauf une.. Le matin du 16 juin, une force de débarquement combinée du Marmora et du tinclad USS Prairie Bird brûle une autre maison dans la région de Gaines Landing, car il y a des preuves indirectes qu'elle est utilisée par les forces confédérées.

### Fin 1863
Le 8 août, le Marmora remonta la White River au sein d'une flottille commandée par le lieutenant George M. Bache, et trouva la ville de St. Charles dans l'Arkansas, déserte en raison du contrôle de la rivière par l'Union,. Les navires de Bache rencontrèrent la division de cavalerie du brigadier général (Brigadier General) John W. Davidson le 9 août à Clarendon, ce mouvement s'est produit à l'époque du début de la campagne de Little Rock. Le Marmora, ainsi que l'USS Linden, commencèrent à retourner à Helena à la fin de cette journée. Le lendemain, les deux navires retournent à Clarendon: Linden escorte des transports transportant des soldats de l'armée de l'Union commandés par le major général Frederick Steele, tandis que le Marmora remorque des barges. Bache emmène le Marmora, la canonnière USS Cricket et le Lexington, accompagnés d'une partie du 32e régiment d'infanterie de l'Iowa (32nd Iowa Infantry Regimen), en expédition à partir du 12 août, pour localiser la cavalerie confédérée supposée se trouver dans la région. La flottille s'arrête à Des Arc pour brûler un entrepôt militaire confédéré, puis se sépare à l'embouchure de la Little Red River. Le Lexington et le Marmora poursuivent leur route sur la White River, tandis que le Cricket remonte la Little Red, où il capture deux canonnières confédérées, le Tom Sugg et le Kaskaskia. Le Lexington et le Marmora poursuivent leur route jusqu'à Augusta, avant de faire demi-tour. Lorsque le Lexington remonte la Little Red pour rejoindre le Cricket, le Marmora reste à la jonction des deux rivières. Bache retourne à Clarendon le 15 août.
Le 19 août, le Marmora fut affecté à la cinquième division (Fifth Division) de l'escadron du Mississippi, responsable de la zone située entre Vicksburg et la White River. Le 19 septembre, le capitaine intérimaire (Master) Elias Rees, qui commandait le tinclad, signala que le navire était en mauvais état, avec les chaudières et les machines en mauvais état et plusieurs petites fuites dans la covque. Le 20 octobre, il était sous le commandement du capitaine intérimaire J. F. Treat et stationné sur la White River. Vers la fin de l'année, le Marmora patrouille sur le Mississippi, saisissant du coton appartenant à des sympathisants confédérés. En novembre, il est stationné à l'embouchure de la rivière Yazoo pour empêcher les Confédérés de la bloquer. Le 1er décembre, il est stationné à Island No. 70 (île n° 70), une île située dans la courbe de Concordia sur le Mississippi, et est commandé par le capitaine intérimaire Thomas Gibson. Le 14 janvier 1864, il est transféré à Greenville, dans le Mississippi.

### Yazoo City et service ultérieur

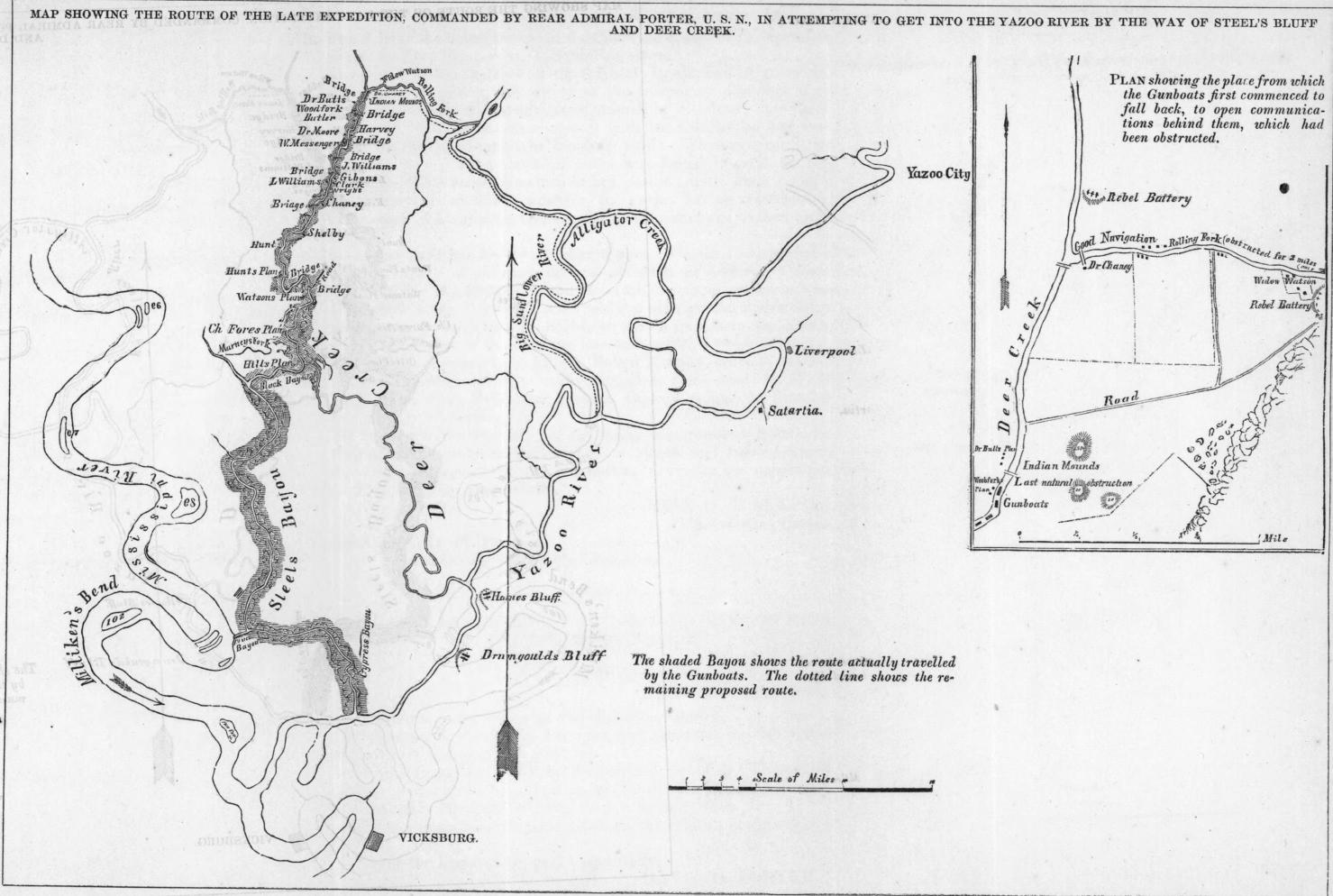
Carte des régions de Satartia, Liverpool et Yazoo City d'après les archives officielles des marines de l'Union et de la Confédération.Official Records of the Union and Confederate Navies

Le 2 février 1864, le Marmora commença à remonter la rivière Yazoo avec le Prairie Bird et les navires de guerre Romeo, USS Exchange et USS Petrel. La force navale est dirigée par le capitaine de corvette (Lieutenant Commander) Elias K. Owen et travaille en collaboration avec une brigade de l'armée de l'Union commandée par le Colonel James E. Coates. Plus tard dans la journée, les forces de l'Union s'accrochent avec les forces terrestres confédérées près de Satartia (Mississippi) et, les 3 et 4 février, combattent les Confédérés basés à terre dans la région de Liverpool (Mississippi). Le 4 février, le Marmora et le Exchange avancent jusqu'à Yazoo City, mais subissent des tirs d'artillerie et se retirent à Satartia. Après que la campagne de Sherman à Meridian eut éloigné les forces confédérées de la région de la rivière Yazoo, Owen et Coates remontèrent la rivière, sondèrent Yazoo City le 8 février et occupèrent la ville le lendemain.
Le 14 février, l'expédition occupe Greenwood, en amont de Yazoo City. Les forces de l'Union collectent environ 450 balles de coton dans la région, tandis que le Marmora effectue des repérages en amont de la rivière Tallahatchie. Ils commencèrent à redescendre le fleuve le 19 février et arrivèrent à Yazoo City le 28 février. Fin février, les navires de l'Union restant sur la Yazoo étaient le Petrel et le Exchange à Yazoo City, le Prairie Bird à Liverpool et le Marmora qui effectuait des patrouilles sur le fleuve. Après la fin de la campagne de Meridian, la cavalerie confédérée est libre de retourner dans la région de la rivière Yazoo et attaque Yazoo City le 5 mars. Le Marmora est présent dans la ville et tire sur les assaillants confédérés. Un obusier de 12 livres du tinclad est envoyé à terre, avec un équipage sous le commandement de Gibson. L'obusier tire rapidement et contribue à repousser les attaques confédérées sur Yazoo Cit.y Trois marins de l'équipage de l'obusier du Marmora reçoivent la Medal of Honor pour leurs actions à Yazoo City : William J. Franks, Bartlett Laffey, et James Stoddard,. Les citations de la médaille d'honneur des trois hommes notent qu'ils se sont " courageusement tenus près de leur canon malgré les tirs de fusils ennemis qui ont coupé l'affût et le pilon du canon ",,.
Le Marmora resta dans la région pendant un certain temps, puis on lui confia des tâches de contrôle du commerce illégal et il fut signalé le 17 mai comme patrouillant dans la région allant de la ville fluviale de Napoleon, Arkansas, à Island No. 76 (île n° 76). Le 20 mai, il faisait partie de la sixième division (Sixth Division) de l'escadron du Mississippi, qui était affectée à la région entre Vicksburg et la rivière Arkansas. Le 23 août, Owen signale que la poupe du navire est en mauvais état, tandis que Gibson signale le 13 septembre que le navire a été atteint par la variole. En février 1865, le Marmora accepte la reddition de sept soldats confédérés et, le même mois, il escorte le cuirassé (ironclad) USS Cincinnati jusqu'à La Nouvelle-Orléans, en Louisiane. [Le 21 février, il est signalé comme ayant été temporairement transféré à l'escadron de blocage du golfe occidental (West Gulf Blockading Squadron); le 1er avril, il est renvoyé à la sixième division de l'escadron du Mississippi.
Fin avril, le Marmora est l'un des navires chargés de patrouiller dans les régions du Mississippi où l'on pense que le président confédéré Jefferson Davis, en fuite, pourrait tenter de traverser le fleuve. Le Marmora est signalé le 8 mai comme patrouillant dans la zone située entre Napoleon et Gaines Landing. La guerre se termine en avril et mai avec une défaite confédérée, et le 29 mai, le Marmora est l'un des navires déclarés excédentaires par l'escadron du Mississippi. Il est envoyé à Mound City, Illinois, en juin, où il entre dans la catégorie des navires de réserve (reserve fleet). Désarmé le 7 juillet, il est vendu à D. D. Barr pour 8 650 dollars (l'équivalent de 165 365 dollars en 2022) lors d'une vente aux enchères publique le 17 août. Le tinclad avait nécessité 15 107,40 $ (soit 288 806 $ en 2022) de réparations pendant son service militaire. On ne sait rien de plus sur lui après sa vente. Des extraits de son journal de bord ont été publiés plus souvent dans les Official Records of the Union and Confederate Navies que ceux de n'importe quel autre vaisseau tinclad; l'historien naval Myron J. Smith suggère que cela pourrait indiquer que le Marmora était un vaisseau favori des compilateurs.